# Vic-sur-Cère
Vic-sur-Cère (okcitansko Vic de Carladés) je naselje in občina v osrednjem francoskem departmaju Cantal regije Auvergne. Leta 2006 je naselje imelo 1.971 prebivalcev.

## Geografija
Kraj se nahaja v pokrajini Auvergne ob reki Cère, 20 km severovzhodno od središča Aurillaca.

## Uprava
Vic-sur-Cère je sedež istoimenskega kantona, v katerega so poleg njegove vključene še občine Badailhac, Carlat, Cros-de-Ronesque, Jou-sous-Monjou, Pailherols, Polminhac, Raulhac, Saint-Clément, Saint-Étienne-de-Carlat, Saint-Jacques-des-Blats in Thiézac s 5.365 prebivalci.
Kanton Vic-sur-Cère je sestavni del okrožja Aurillac.

## Zanimivosti
- Hôtel de Monaco, renesančni dvorec iz 16. in 17. stoletja, v lasti monaških knezov Grimaldijev, francoski zgodovinski spomenik,
- cerkev sv. Petra,
- muzej mineralne vode.

## Pobratena mesta
- Amorbach (Bavarska, Nemčija);